# Людовик XI Розсудливий

Людовик XI Розсудливий (фр. Louis XI, le Prudent; 3 липня 1423 — 30 серпня 1483) — король Франції (1461—1483). Завершив процес централізації державного устрою Французького королівства. Людовик XI мав також інші зневажливі прізвиська: (фр. l'universelle aragne — «всесвітній павук», або «Король Павук») — все завдяки його політичним махінаціям, якими він відзначився за своє 22-річне правління. Він був сином короля Франції Карла VII Звитяжного і Марії Анжуйської, членом династії Валуа, онуком короля Карла VI Божевільного та Ізабелли.
Його інтриганство і любов до всякого роду махінацій заробили йому багатьох ворогів, цікаво що зокрема декількох на ім'я «Карл»:
- Карл VII — його власний батько,
- Карл де Валуа, Герцог де Беррі — його брат,
- Карл Сміливий, Герцог Бургундський — його найбільший ворог.

Правління Людовика XI було відмічене найнепристойнішими політичними інтригами, метою яких було об'єднання роздробленого Французького королівства і ліквідація самостійності сильних феодалів. У цьому Людовик мав більший успіх, ніж його попередники: він вважається засновником абсолютної монархії у Французькому королівстві. Створив мережу поштових станцій, удосконалив адміністративно-урядову систему. Відрізнявся забобонністю, мав штат придворних астрологів,  в кінці життя підпав під вплив Франциска з Паолі, від якого сподівався отримати зцілення. Натомість майбутній святий сказав, що замість зцілення допоможе королю підготуватись до доброї християнської смерті. Людовик сприяв будівництву монастирів мінімів і помер на руках у Франциска.
Помер 30 серпня 1483 року або від прокази, або від шкірного туберкульозу.
Побожний, жорстокий і обережний, Людовик був яскравою особою і охоче зображався історичними романістами: Вальтером Скоттом («Квентін Дорвард»), Віктором Гюго («Собор Паризької Богоматері»). 

## Родина
1 Дружина — Маргарита Шотландська (1425—1445), дочка короля Шотландії Якова І. Була дружиною Людовика ХІ з 1436—1445.
Діти: не було.
2 Дружина — Шарлотта Савойська (1441—1483), дочка герцога Савойського Людовика І.
Діти:
- Людовик (1458—1460)
- Іоахим (1459)
- Луїза (1460)
- Анна (1461—1522)
- Іоанна (1464—1505)
- Франциск (1466)
- Карл VIII (1470—1498)
- Франциск (1472—1473)

Коханка — Маргарита Сасінаж
Діти (бастарди):
- Гієта (?—1502)
- Марія (1450—1570)
- Ізабелла (?—?)